# Ligne de tramway 453/2
Pour les articles homonymes, voir Ligne 453.
Ne doit pas être confondu avec Ligne de tramway 453/1.
La ligne 453/2 est une ancienne ligne de tramway vicinal de la Société nationale des chemins de fer vicinaux (SNCV) qui reliait Couvin à Cul-des-Sarts.

## Histoire
Elle est supprimée le 31 mai 1953 et remplacée par une ligne d'autobus.

## Infrastructure

### Dépôts et stations
Nom : (gare) : quand le dépôt ou la station est accolé ou proche d'une gare.
Type : D : dépôt , S : station , Sf : si la station sert de gare douanière à la frontière , Sp : si la station est établie dans un bâtiment privé le plus souvent un café ou plus rarement une habitation privée.
| Illustration | Nom             | Type | Commune         | Localisation                | État          | Remarques |
| ------------ | --------------- | ---- | --------------- | --------------------------- | ------------- | --------- |
|              | Petite-Chapelle | Sf   | Petite-Chapelle | 49° 57′ 00″ N, 4° 30′ 35″ E | Hors service. |           |

## Exploitation

### Horaires
Tableaux : 453 (1931), numéro de tableau partagé entre les lignes 453A et 453/2.